# Truppenübungsplatz Hohenfels

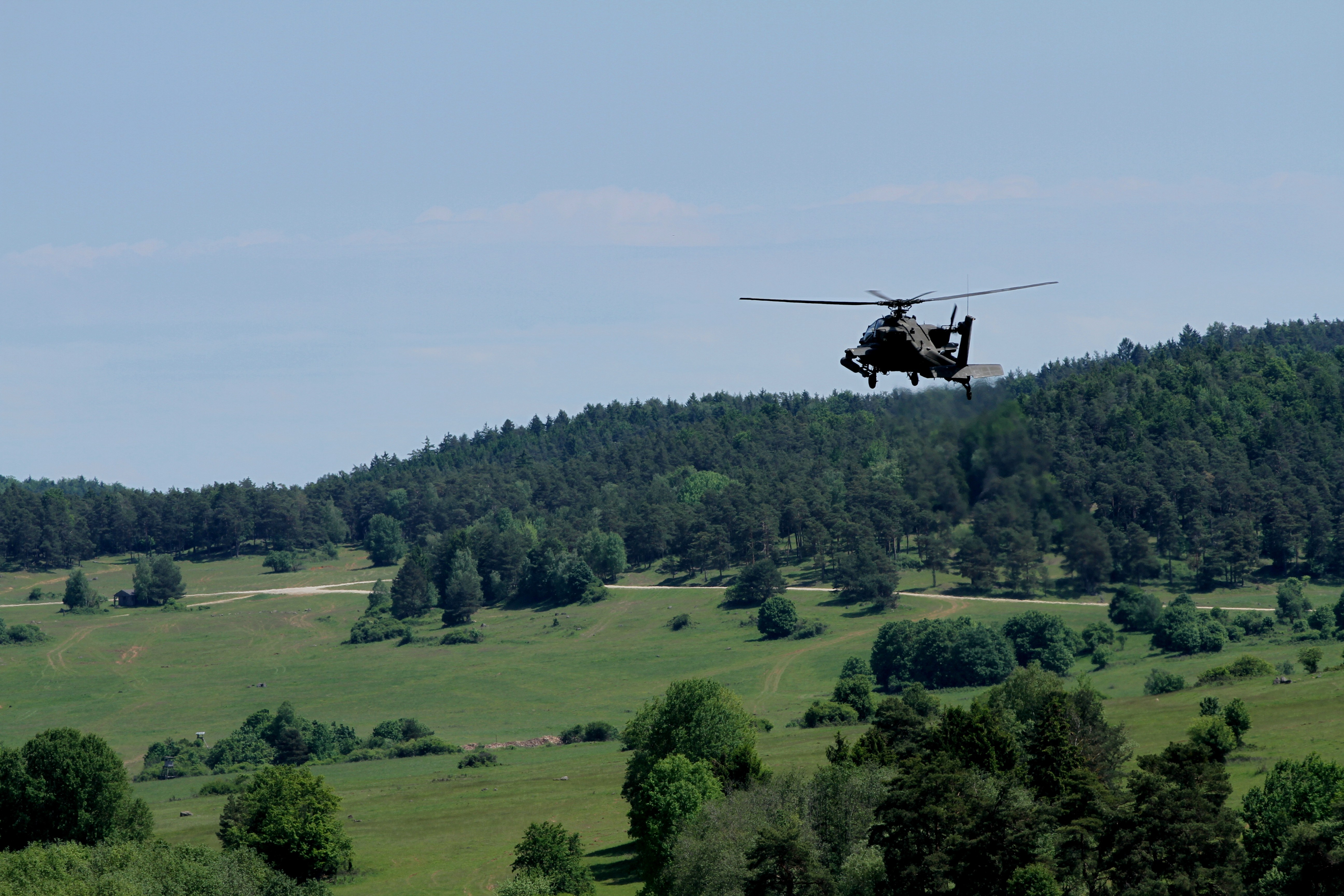
Flug über dem Gelände

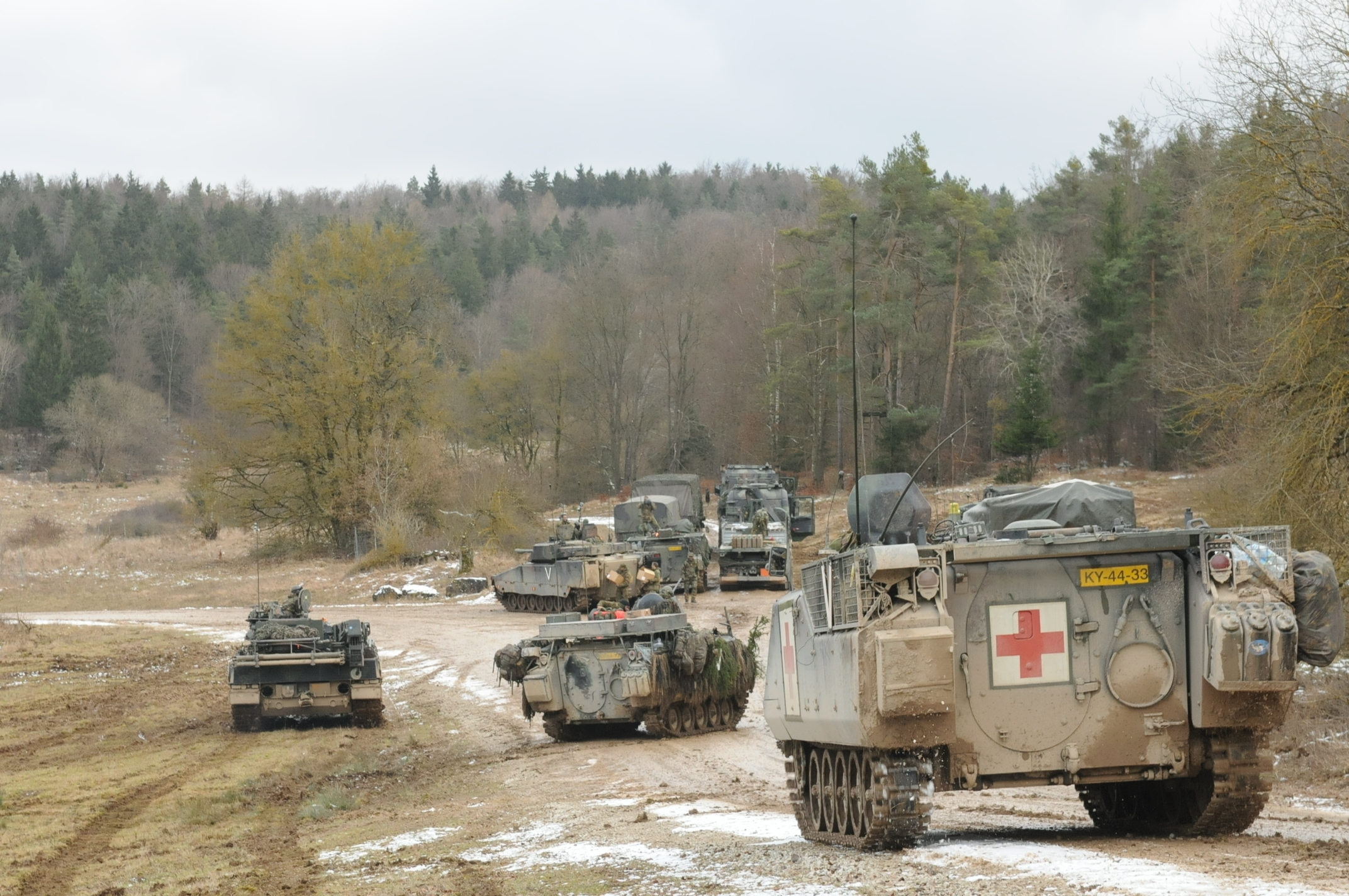
Internationale Panzerübung in Hohenfels

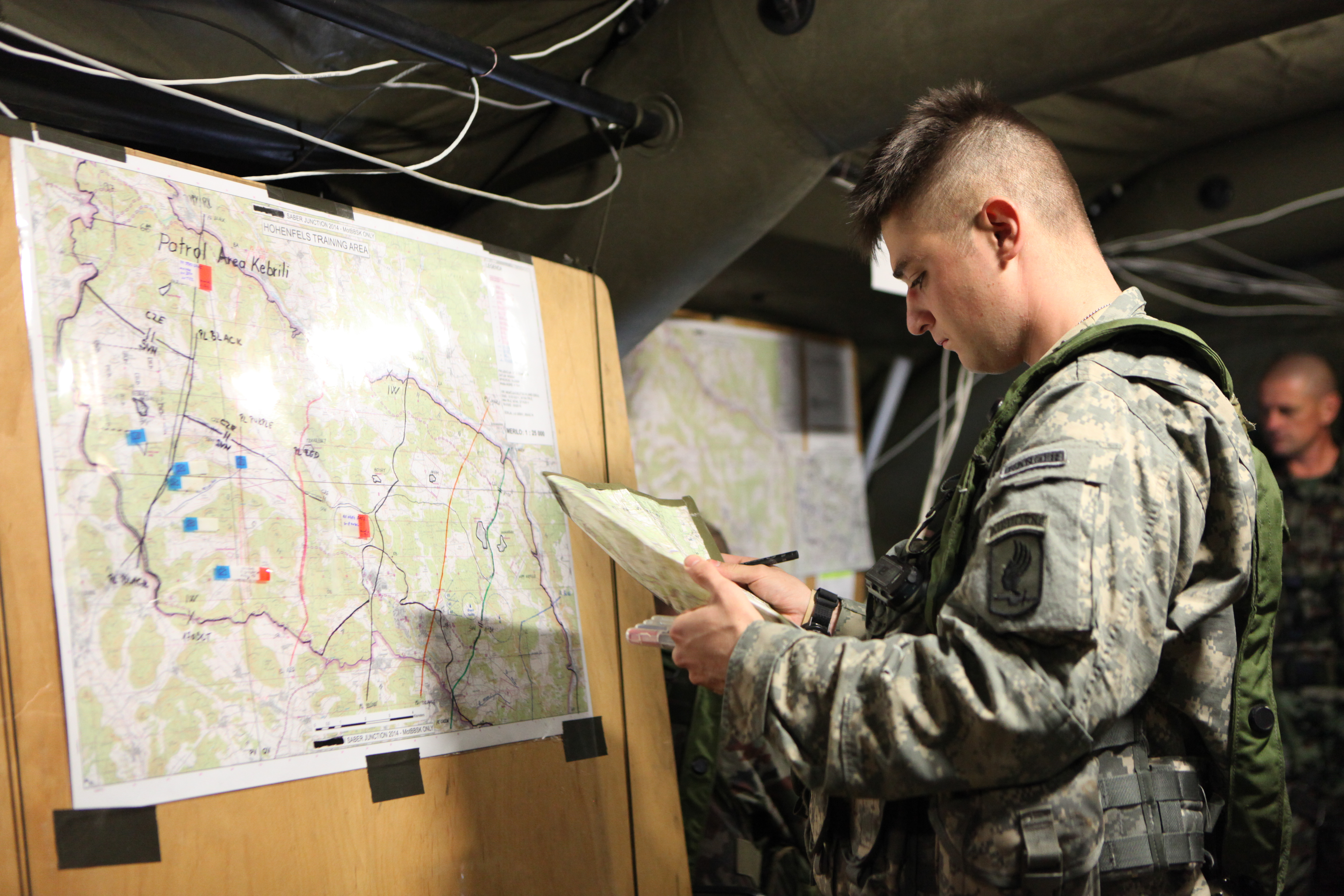
Soldat mit Karte von Hohenfels

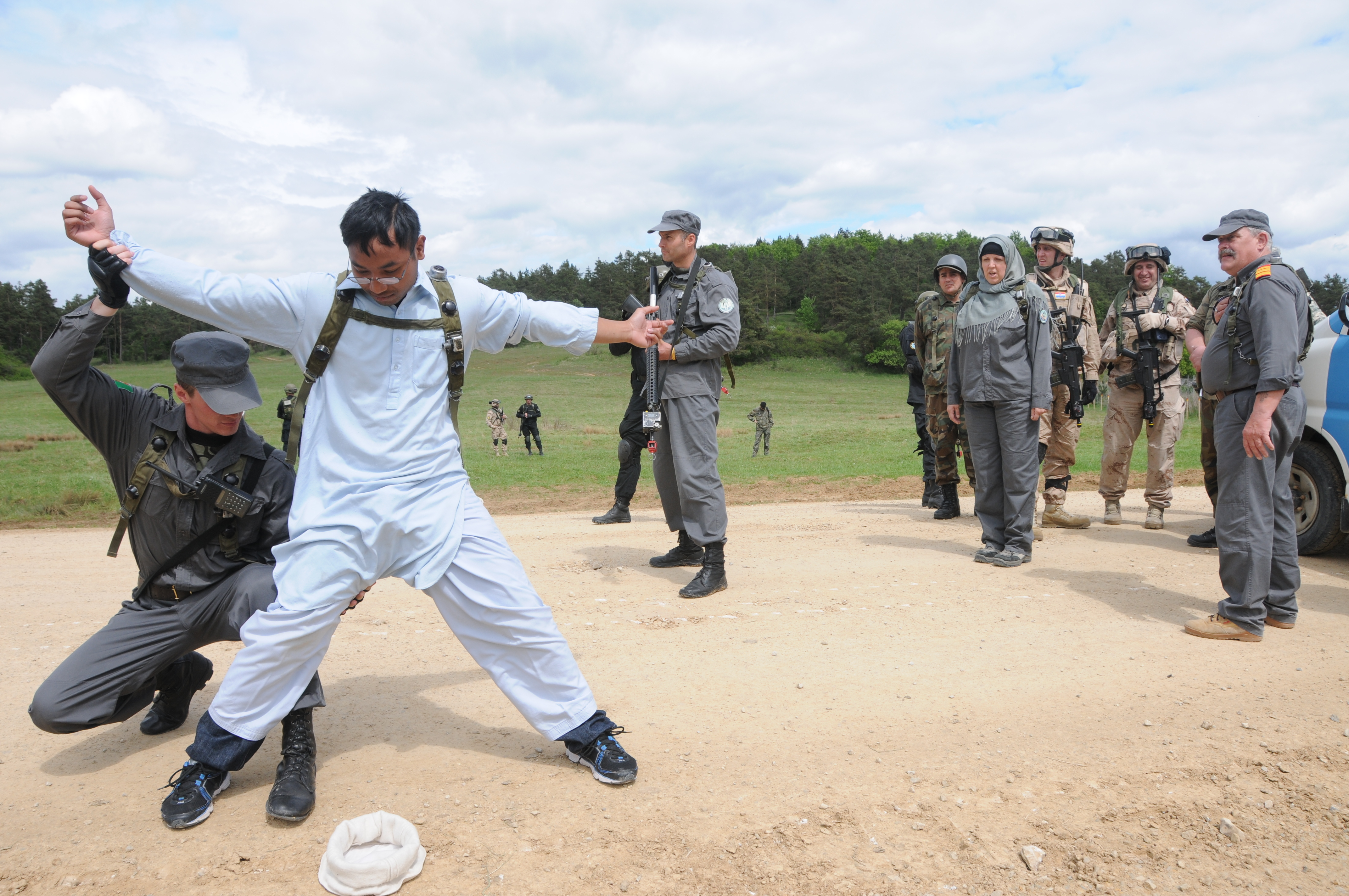
Ukrainische Soldaten als afghanische Dorfbewohner bei einem Rollenspiel

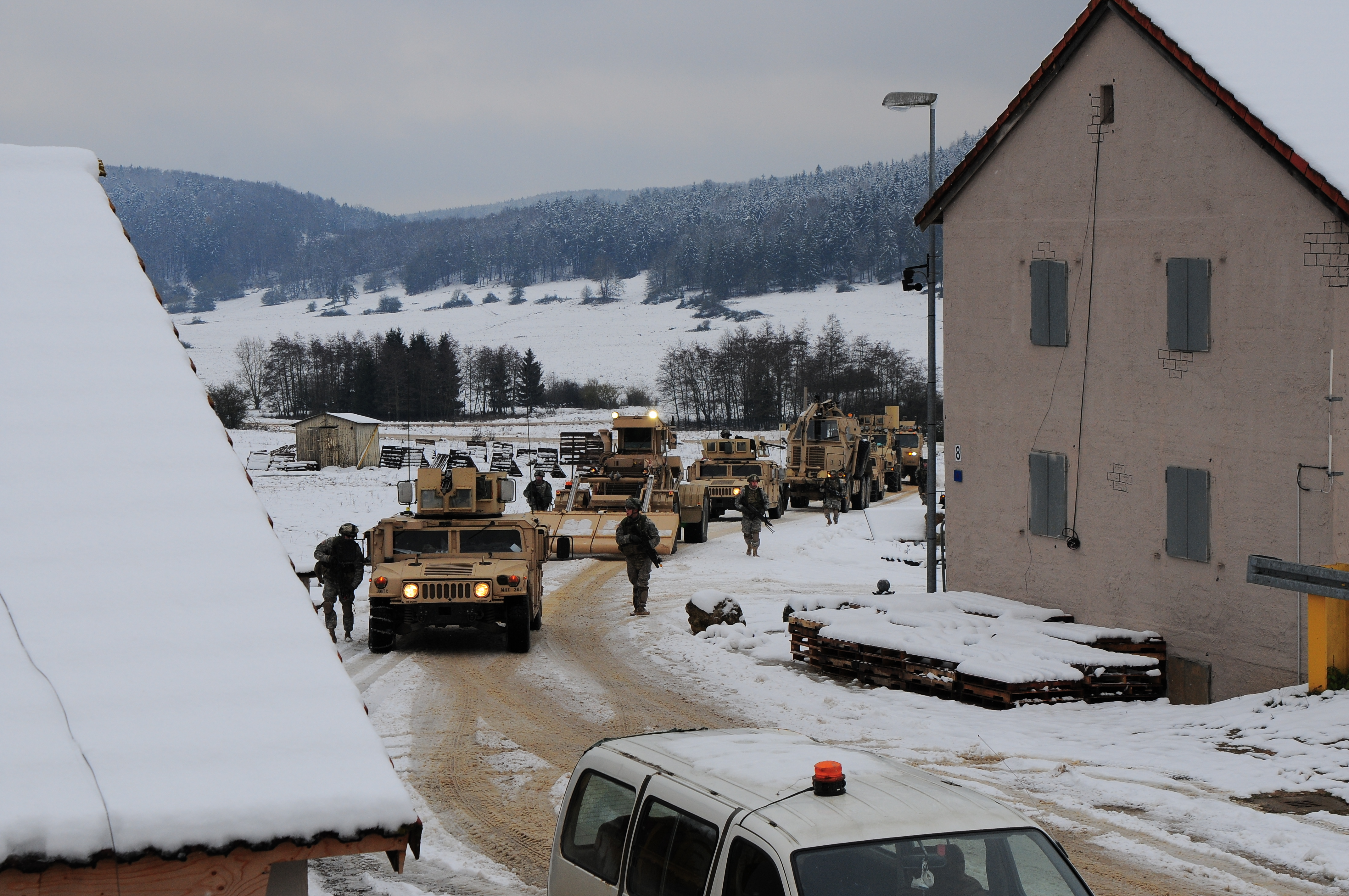
Einsatz im Winter

Der Truppenübungsplatz Hohenfels ist ein Truppenübungsplatz nordwestlich von Regensburg bei Hohenfels in der Oberpfalz. Er wird von den Vereinigten Staaten verwaltet und von der United States Army genutzt. Mit einer Fläche von 160 km² ist er einer der größten Truppenübungsplätze in Deutschland. Er liegt auf der Oberpfälzer Alb im Landkreis Neumarkt in der Oberpfalz. Die Burgruine Hohenburg ist der Öffentlichkeit nicht zugänglich. Die Militärbasis befindet sich in Albertshof (49° 14′ N, 11° 49′ O). Das Hohenfels Army Air Field hat den ICAO-Code: ETIH (49° 13′ N, 11° 50′ O).

## Geschichte

### Historische Daten
Der Truppenübungsplatz wurde 1938 im Zuge der Aufrüstung der Wehrmacht für das VII. Armeekorps gegründet. Von 1938 bis 1940 wurden 60 Ortschaften ausgesiedelt. 544 Anwesen und Bauernhöfe wurden umgesiedelt und abgelöst. Die Gesamtfläche des Platzes, der trotz seiner Zuordnung zum südbayerischen Wehrkreis VII vollständig auf dem Gebiet des 1937 gegründeten nordbayerischen Wehrkreises XIII lag, betrug ca. 11.000 Hektar, auf denen 1.622 Menschen lebten. Im Lager Unterödenhart waren nach Beginn des Zweiten Weltkriegs 1939/40 3.000 polnische Kriegsgefangene untergebracht. In diesem Teil des Geländes entstand dann ein Lager für britische und US-amerikanische Kriegsgefangene. Im Herbst des Jahres 1942 waren in Unterödenhart schätzungsweise 7.000 Briten und Amerikaner untergebracht.
Nach Kriegsende 1945 diente das Lager als Auffangstelle für Displaced Persons. Die Nothilfe- und Wiederaufbauverwaltung der Vereinten Nationen (UNRRA) half Heimatlosen, darunter vielen Polen, welche auf den Rücktransport in ihre Länder warteten. Ab dem Jahre 1948 wurde der Truppenübungsplatz für deutsche Flüchtlinge und Heimatvertriebene zur Verfügung gestellt.

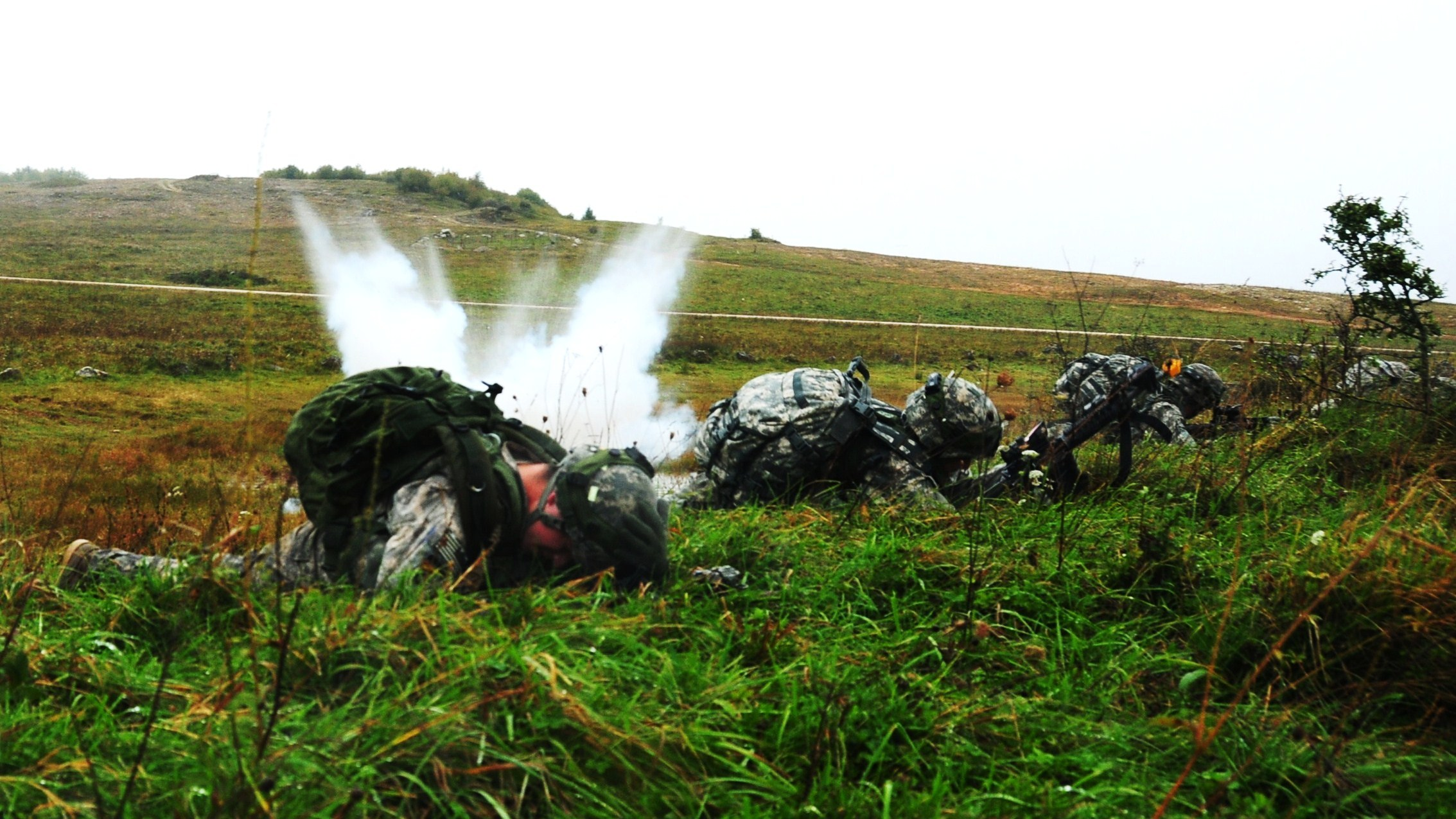
Amerikanische Fallschirmjäger auf dem Truppenübungsplatz

Im Juni 1951 forderte der US-Hochkommissar von der Bundesrepublik für die im süddeutschen Raum stationierten Truppen der 7. Armee die Abtretung des Areals des Truppenübungsplatzes. Dieser Forderung der USA wurde bereits im August 1951 stattgegeben. Die Nutzung durch US-Truppen begann nach der Räumung der Höfe. Dabei wurde der Truppenübungsplatz erweitert. Zwei Varianten wurden diskutiert. Die Norderweiterung in Richtung Amberg und die Westerweiterung. Die Westerweiterung wurde umgesetzt. Der Norderweiterung stand die ungünstige Geographie des Lauterachtals und der wertvolle und teilweise zu rodende Baumbestand des Hirschwalds entgegen.
Im Jahr 1988 wurde das Combat Maneuver Training Center (CMTC) eingerichtet, in dem relativ realistisch das „Gefecht der verbundenen Waffen“ mit zwei Parteien gegeneinander geübt werden konnte.
Dazu wurden Lasersysteme genutzt und Feuer, Treffer und Ausfälle von Computern erfasst und ausgewertet. Im Dezember 2005 erfolgte die Umbenennung des CMTC in Joint Multinational Readiness Center (JMRC). Die US-Army hat in einer förmlichen Liegenschaftsanforderung beim zuständigen Bundesministerium der Verteidigung im Jahre 2016 eine erneute Erweiterung des Truppenübungsplatzes Hohenfels um rund 33 Hektar durch Grundstücksüberlassung beantragt.

### Zivilisten auf dem Schlachtfeld
Seit 1999 finden in Hohenfels auch komplexe Übungen mit zivilen Komparsen („Civilians on the Battlefield“, COB) für jeweils ungefähr drei Wochen statt. Während dieser Zeit halten sich die Statisten durchgehend auf dem Truppenübungsplatz auf, um die Zivilbevölkerung eines Krisengebietes (vom einfachen Bauern über geschulte Übersetzer bis hin zum hohen Regierungsbeamten) darzustellen. Durch dieses möglichst realitätsnahe Szenario üben Soldaten die interkulturelle, teils mehrsprachige Kommunikation und soziale Interaktion mit lokalen Einwohnern eines Einsatzgebietes, um so Eigenheiten und Problematiken des simulierten Landes kennenzulernen. Hierdurch werden die Soldaten für orts- und landesspezifische Probleme, Engpässe und Konflikte sensibilisiert, trainieren die Unterscheidung militärischer Ziele bzw. Bedrohungen von zivilen Personen/Angelegenheiten und üben den Umgang sowie die Zusammenarbeit mit anderen Sicherheitskräften und Hilfsorganisationen vor Ort.
Die Arbeits- und Lebensbedingungen wurden von manchen Teilnehmern als inakzeptabel geschildert. Der Arbeitsrechtler Peter Wedde (Europäische Akademie der Arbeit) hält die Arbeitsverhältnisse für „Ausbeutung pur“ und beurteilt die Entlohnung (ca. 90 Euro am Tag bei 24 Stunden Bereitschaft) als sittenwidrig.

## Geologie
Der Weiße Jura (Malm) ist die bestimmende geologische Einheit in Hohenfels. Die intensiven Verkarstungserscheinungen von Mergel, Kalk und Dolomit der Weißjuraschichten haben eine starke Wasserarmut des Gebiets zur Folge. Ein zertaltes Hügelland prägt aufgrund der Verkarstung die Geomorphologie des Truppenübungsplatzes.
In den verkarsteten Gebieten kommen großflächig Rendzina-Böden vor. Kleinräumig haben sich in den Senken und Tallagen Braunerde- und Kolluvisol-Böden entwickelt.

## Ökologie

### Schutzgebiete
Der Truppenübungsplatz Hohenfels ist ökologisch sehr hochwertig und ein Hotspot für die Biodiversität in Bayern. Als nur wenig zerschnittener Lebensraumkomplex mit ausgedehnten Kalkmagerrasen, artenreichem Grünland und Buchenwäldern ist das militärisch genutzte Gelände von bundesweiter Bedeutung. Daher sind 14.902 Hektar als EU-Vogelschutzgebiet (Special Protected Areas - SPA) und FFH-Gebiet an die EU-Kommission gemeldet worden und gehören damit dem europäischen Schutzgebietssystem Natura 2000 an. Die beiden Natura-2000-Gebiete sind seit 1. April 2016 rechtlich gesichert.

### Flora
Die militärische Nutzung des Areals hat zur Entwicklung von vielfältigen Lebensräumen und Biotopen beigetragen. Folgende Lebensraumtypen kommen auf dem Truppenübungsplatz vor:
- Kalk-(Halb-)Trockenrasen und ihre Verbuschungsstadien mit Orchideenbeständen
- Magere Flachland-Mähwiesen
- Kalkschutthalden der kollinen bis montanen Stufe
- Kalkfelsen mit Felsspaltenvegetation
- Labkraut-Eichen-Hainbuchenwälder
- Höhlen (nicht touristisch erschlossen)
- Waldmeister-Buchenwälder
- Orchideen-Kalk-Buchenwälder
- Basenreiche oder Kalk-Pionierrasen
- natürliche und naturnahe nährstoffreiche Stillgewässer mit Laichkraut- oder Froschbiss-Gesellschaften

Der Frauenschuh (Cypripedium calceolus), die vielleicht imposanteste Orchideen-Art der europäischen Flora, kommt auf dem Militärgelände vor.

### Fauna
Am Nordrand des Truppenübungsplatzes, in Hohenburg im Lauterachtal, wurde im Jahr 1992 eine Kolonie der streng geschützten Fledermausart Große Hufeisennase (Rhinolophus ferrumequinum) entdeckt. Dieses Quartier stellt die letzte bekannte Wochenstube der Großen Hufeisennase in Deutschland dar.
Die naturnahen Wald- und Offenlandflächen mit ihren strukturreichen Übergangsbereichen (Ökotone) sind optimale Jagdhabitate für weitere Fledermausarten. Das große Angebot an Baum- und Karsthöhlen eignet sich als Quartiere für diese nachtaktiven Säugetiere. Neben Mopsfledermaus (Barbastella barbastellus) nutzen Bechsteinfledermaus (Myotis bechsteinii) und Großes Mausohr (Myotis myotis) den Truppenübungsplatz, dem eine große Bedeutung als Lebensraum zukommt.
Der militärische Betrieb schafft ständig neue Biotopstrukturen, davon profitiert die stark gefährdete Gelbbauchunke (Bombina variegata). Durch die Übungen werden fortlaufend Furchen und temporäre Kleingewässer gebildet, die optimale Laichhabitate der Pionierart darstellen.
Im Jahr 2017 wurde ein männlicher Wolf (Canis lupus) aus der zentraleuropäischen Tieflandpopulation auf dem Militärgelände nachgewiesen. Es handelt sich um den dritten Nachweis eines Wolfes auf dem Truppenübungsplatz.
Auch für die Vogelwelt (Avifauna) bietet der großräumige Truppenübungsplatz Hohenfels geeignete Lebensräume. Folgende gefährdete und zum Teil vom Aussterben bedrohte Vogelarten kommen auf dem Gelände vor und stellen Erhaltungsziele des EU-Vogelschutzgebiets dar:
- Raufußkauz (Aegolius funereus)
- Uhu (Bubo bubo)
- Schwarzstorch (Ciconia nigra)
- Schwarzspecht (Dryocopus martius)
- Wanderfalke (Falco peregrinus)
- Sperlingskauz (Glaucidium passerinum)
- Neuntöter (Lanius collurio)
- Heidelerche (Lullula arborea)
- Rotmilan (Milvus milvus)
- Wespenbussard (Pernis apivorus)
- Grauspecht (Picus canus)
- Sperbergrasmücke (Sylvia nisoria)

## Trivia
Auf dem Areal des Truppenübungsplatz Hohenfels befinden sich Sendeanlagen des AFN für Mittelwelle (40 Meter hoher selbststrahlender Sendemast für 1485 kHz und eine Sendeleistung von 200 W) und UKW und eine für einen Sender, der mit handelsüblichen Rundfunkgeräten nicht empfangen werden kann, weil er auf 48,5 MHz betrieben wird.
Am 11. April 2016 hielt die 173. US-Luftlandebrigade eine Übung einer Luftlandeoperation auf dem Truppenübungsplatz ab, bei der 150 Nutzlasten abgeworfen wurden. Dabei lösten sich drei Humvees aus ihren Fallschirmen und stürzten aus mehreren hundert Metern auf eine Wiese. In Folge einer Untersuchung wurde ein US-Soldat im Zusammenhang mit dem Vorfall von einem Militärgericht verurteilt, er hatte die Fallschirme sabotiert.
Der Truppenübungsplatz war Schauplatz des Tatorts "Charlie" mit den Münchner  Ermittlern Batic und Leitmayr. Diese ermitteln in einem Doppelmord unter den teilnehmenden Manöverstatisten.

## Literarisches Thema
Gerda Stauners Roman „Wolfsgrund“ ist auf dem Truppenübungsplatz angesiedelt. Der Urgroßvater des Regisseurs Josef Rödl stammt aus dem Wirtshaus, das im Roman eine wichtige Rolle spielt.